# Показатели функционирования сети
Показатели функционирования сети — это параметры, по которым оценивают функционирование самой сети и которые характеризуют работу этой сети.
В общем случае сети связи подразделяют на:
- телефонные сети связи
- телеграфные сети
- сети передачи данных

Для каждой из этих сетей связи также установлены свои технические нормы на показатели функционирования.

## Показатели функционирования сетей телефонной сети связи

### Доля несостоявшихся вызовов
Этот показатель формулируется так:
«Доля несостоявшихся вызовов из-за технических неисправностей или перегрузки сети связи в общем количестве попыток вызовов (потери вызовов) при установлении соединений.»
Ниже приведены нормы для шести следующих видов соединений:
- в сети местной телефонной связи, функционирующей в пределах территории поселения с численностью населения более 3000 человек — не более 2 %;
- в сети местной телефонной связи, функционирующей в пределах территории поселения с численностью населения менее 3000 человек — не более 3 %;
- в сети зоновой телефонной связи — не более 2 %;
- в сети междугородной и международной телефонной связи — не более 2 %;
- в сети подвижной связи — не более 5 %;
- с узлом обеспечения вызова экстренных оперативных служб — не более 0,1 %.

### Задержка сигнала «Ответ станции»
Данный показатель формулируется так:
«Время с начала передачи информации о занятии абонентской линии до момента получения пользовательским (оконечным) оборудованием от оконечного узла связи сети местной телефонной связи сигнала готовности к приему номера (время отклика узла связи).»
Норма на этот показатель в час наибольшей нагрузки составляет не более 2 с

### Задержка установления соединения
Этот показатель формулируется так:
«Время с момента, когда пользовательское (оконечное) оборудование вызывающего абонента или пользователя услугой связи передало всю информацию, необходимую для установления соединения, до момента, когда это оборудование получило от узла связи сигнал о состоянии пользовательского (оконечного) оборудования вызываемого абонента или пользователя услугой связи (время установления соединения)»
Ниже приведены нормы для трех видов соединений:
- в сети местной телефонной связи — не более 6,6 с;
- в сети зоновой телефонной связи — не более 2,7 с;
- в сети междугородной и международной телефонной связи — не более 5,4 с.

### Задержка сигнала «Ответ абонента»
Этот показатель формулируется так:
«Время с момента получения пользовательским (оконечным) оборудованием вызывающего абонента или пользователя услугой связи от узла связи сети местной телефонной связи информации об ответе от пользовательского (оконечного) оборудования вызываемого абонента или пользователя услугой связи до момента установления соединения между пользовательским (оконечным) оборудованием вызывающего и вызываемого абонента или пользователя услугой связи (время выполнения соединения)»
Ниже приведены нормы для трех видов соединений:
- в сети местной телефонной связи — не более 1,5 с;
- в сети зоновой телефонной связи — не более 1,0 с;
- в сети междугородной и международной телефонной связи — не более 1,0 с.

Эти интервалы времени могут превышать установленные значения с вероятностью 0,05.

### Задержка разъединения соединения
Этот показатель формулируется так:
«Время с момента, когда пользовательское (оконечное) оборудование абонента или пользователя услугой связи начало передавать узлу связи сети местной телефонной связи информацию, необходимую для разъединения, до момента, когда это оборудование переходит в состояние готовности к установлению нового соединения (время разъединения)»
Норма на этот показатель в час наибольшей нагрузки составляет не более 1с. Вероятность того, что эта величина превысит 1 с, составляет 0,05.

## Показатели функционирования телеграфной сети связи
- Время отклика узла сети связи (не более 2с)
- Время установления соединения в сети(не более 20с)
- Время разъединения в сети(не более 4с)
- Потери вызовов(не более 2 %)
- Вероятность искажения телеграфных сообщений по знакам (не более 0.0025)

## Показатели функционирования сетей передачи данных
- Средняя задержка передачи пакетов информации
- Отклонение от среднего значения задержки передачи пакетов информации
- Коэффициент потери пакетов информации
- Коэффициент ошибок в пакетах информации

Для сетей передачи данных существуют различные классы обслуживания. Подробнее об этих классах и установленных для них нормах, а также об их сравнительной характеристике с рекомендациями Международного союза электросвязи, можно прочитать здесь: http://niits.ru/public/2009/2009-017.pdf